# Saubusse
Pour le joueur français de rugby à XV, voir Emmanuel Saubusse.
Saubusse est une commune du Sud-Ouest de la France, située dans le département des Landes (région Nouvelle-Aquitaine).
Le gentilé est Sibusate.

## Géographie

### Localisation
Le village, également station thermale, est situé le long de l'Adour, à l'emplacement d'un pont sur le fleuve. Entre l'Adour et les terres cultivées subsiste une zone naturelle bien particulière, les barthes, où vivent, quand elles ne sont pas inondées, des animaux sauvages ainsi que les animaux (chevaux, vaches) d'éleveurs.

### Communes limitrophes
Les communes limitrophes sont  Orist, Rivière-Saas-et-Gourby et Saint-Geours-de-Maremne.
|                         |          | Rivière-Saas-et-Gourby |
| Saint-Geours-de-Maremne | Saubusse |                        |
|                         | Orist    |                        |

### Hydrographie
Situé dans le bassin versant de l'Adour, le territoire de la commune est traversé par, outre le fleuve lui-même, des affluents de celui-ci, les ruisseaux de la Saussède (ainsi que par le tributaire de celui-ci, la Barthe Ouverte), de Lespontès et des Hontines, qui confluent sur la commune.
Deux autres affluents de l'Adour, le ruisseau de l'Esté et l'Estey de la Barthe de Haut, arrosent les terres de Saubusse.

### Climat
Pour des articles plus généraux, voir Climat de la Nouvelle-Aquitaine et Climat des Landes.
Historiquement, la commune est exposée à un climat océanique aquitain.  
En 2020, Météo-France publie une typologie des climats de la France métropolitaine dans laquelle la commune est exposée à un climat océanique et est dans la région climatique  Littoral charentais et aquitain, caractérisée par une pluviométrie élevée en automne et en hiver, un bon ensoleillement, des hiver doux (6,5 °C), soumis à la brise de mer.
Pour la période 1971-2000, la température annuelle moyenne est de 13,7 °C, avec une amplitude thermique annuelle de 13,5 °C. Le cumul annuel moyen de précipitations est de 1 305 mm, avec 12,7 jours de précipitations en janvier et 7,9 jours en juillet. Pour la période 1991-2020, la température moyenne annuelle observée sur la station météorologique la plus proche, située sur la commune de Saint-Martin-de-Hinx à 11 km à vol d'oiseau, est de 14,2 °C et le cumul annuel moyen de précipitations est de 1 410,1 mm,. Pour l'avenir, les paramètres climatiques de la commune estimés pour 2050 selon différents scénarios d’émission de gaz à effet de serre sont consultables sur un site dédié publié par Météo-France en novembre 2022.

## Urbanisme

### Typologie
Au 1er janvier 2024, Saubusse est catégorisée commune rurale à habitat dispersé, selon la nouvelle grille communale de densité à sept niveaux définie par l'Insee en 2022.
Elle est située hors unité urbaine. Par ailleurs la commune fait partie de l'aire d'attraction de Dax, dont elle est une commune de la couronne,. Cette aire, qui regroupe 60 communes, est catégorisée dans les aires de 50 000 à moins de 200 000 habitants,.

### Occupation des sols

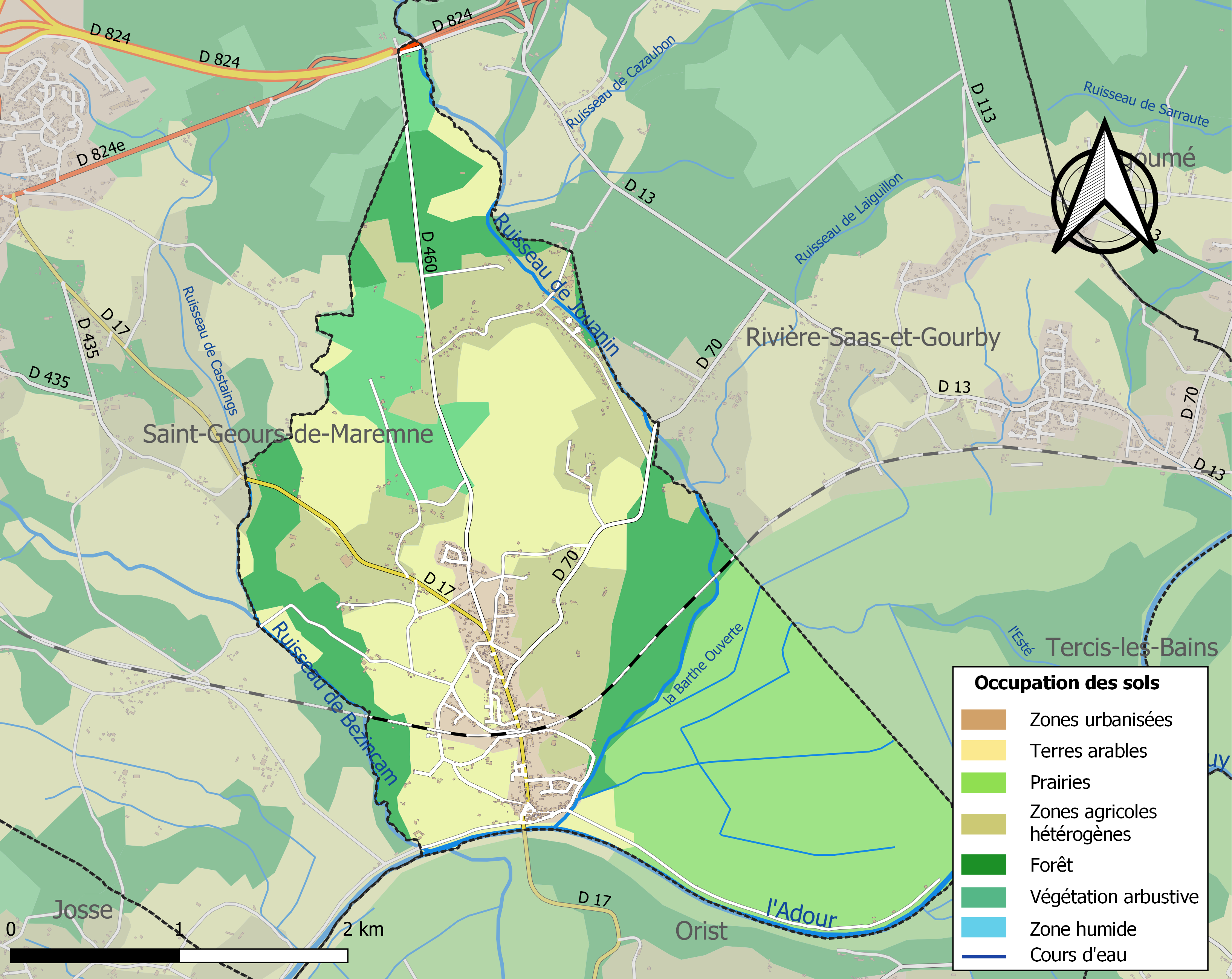
Carte des infrastructures et de l'occupation des sols de la commune en 2018 (CLC).

L'occupation des sols de la commune, telle qu'elle ressort de la base de données européenne d’occupation biophysique des sols Corine Land Cover (CLC), est marquée par l'importance des territoires agricoles (71,4 % en 2018), une proportion sensiblement équivalente à celle de 1990 (70,8 %). La répartition détaillée en 2018 est la suivante : prairies (27,2 %), terres arables (24,8 %), zones agricoles hétérogènes (19,4 %), forêts (16,4 %), milieux à végétation arbustive et/ou herbacée (6,5 %), zones urbanisées (5,7 %). L'évolution de l’occupation des sols de la commune et de ses infrastructures peut être observée sur les différentes représentations cartographiques du territoire : la carte de Cassini (XVIIIe siècle), la carte d'état-major (1820-1866) et les cartes ou photos aériennes de l'IGN pour la période actuelle (1950 à aujourd'hui).

### Risques majeurs
Le territoire de la commune de Saubusse est vulnérable à différents aléas naturels : météorologiques (tempête, orage, neige, grand froid, canicule ou sécheresse), inondations, feux de forêts, mouvements de terrains et séisme (sismicité faible). Il est également exposé à un risque technologique,  le transport de matières dangereuses, et à un risque particulier : le risque de radon. Un site publié par le BRGM permet d'évaluer simplement et rapidement les risques d'un bien localisé soit par son adresse soit par le numéro de sa parcelle.

#### Risques naturels
Certaines parties du territoire communal sont susceptibles d’être affectées par le risque d’inondation par débordement de cours d'eau, notamment l'Adour, le ruisseau de Jouanin, le ruisseau de Lespontès et le ruisseau de Bezincam. La commune a été reconnue en état de catastrophe naturelle au titre des dommages causés par les inondations et coulées de boue survenues en 1988, 1999, 2009, 2014 et 2020 et au titre des inondations par remontée de nappe en 2014,.
Saubusse est exposée au risque de feu de forêt. Depuis le 20 avril 2016, les départements de la Gironde, des Landes et de Lot-et-Garonne disposent d’un règlement interdépartemental de protection de la forêt contre les incendies. Ce règlement vise à mieux prévenir les incendies de forêt, à faciliter les interventions des services et à limiter les conséquences, que ce soit par le débroussaillement, la limitation de l’apport du feu ou la réglementation des activités en forêt. Il définit en particulier cinq niveaux de vigilance croissants auxquels sont associés différentes mesures,.
Les mouvements de terrains susceptibles de se produire sur la commune sont des tassements différentiels.

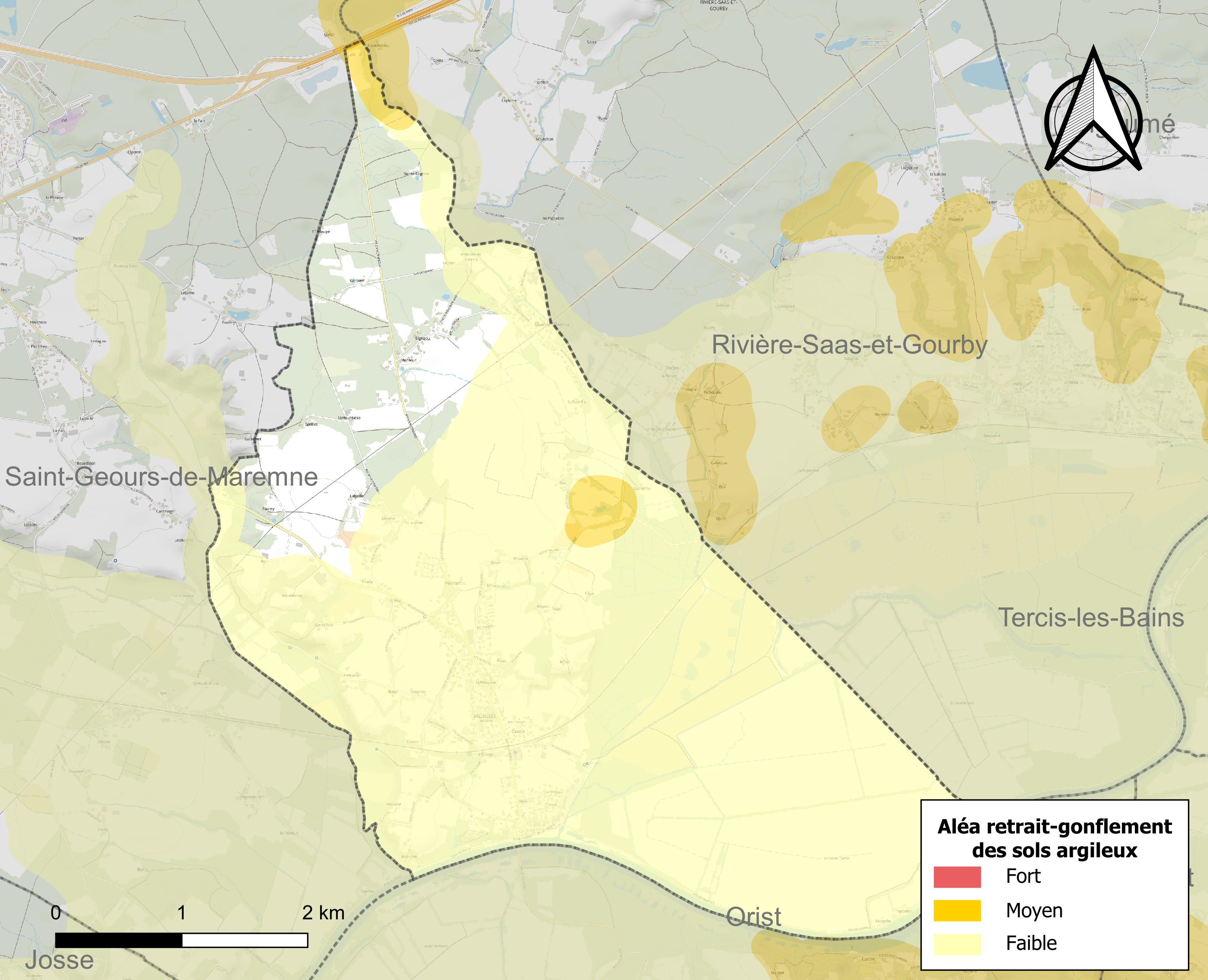
Carte des zones d'aléa retrait-gonflement des sols argileux de Saubusse.

Le retrait-gonflement des sols argileux est susceptible d'engendrer des dommages importants aux bâtiments en cas d’alternance de périodes de sécheresse et de pluie. 2 % de la superficie communale est en aléa moyen ou fort (19,2 % au niveau départemental et 48,5 % au niveau national). Sur les 493 bâtiments dénombrés sur la commune en 2019,  3 sont en aléa moyen ou fort, soit 1 %, à comparer aux 17 % au niveau départemental et 54 % au niveau national. Une cartographie de l'exposition du territoire national au retrait gonflement des sols argileux est disponible sur le site du BRGM,.
Concernant les mouvements de terrains, la commune a été reconnue en état de catastrophe naturelle au titre des dommages causés par la sécheresse en 2003 et par des mouvements de terrain en 1999.

#### Risques technologiques
Le risque de transport de matières dangereuses sur la commune est lié à sa traversée par une ou des infrastructures routières ou ferroviaires importantes ou la présence d'une canalisation de transport d'hydrocarbures. Un accident se produisant sur de telles infrastructures est susceptible d’avoir des effets graves sur les biens, les personnes ou l'environnement, selon la nature du matériau transporté. Des dispositions d’urbanisme peuvent être préconisées en conséquence.

#### Risque particulier
Dans plusieurs parties du territoire national, le radon, accumulé dans certains logements ou autres locaux, peut constituer une source significative d’exposition de la population aux rayonnements ionisants. Selon la classification de 2018, la commune de Saubusse est classée en zone 2, à savoir zone à potentiel radon faible mais sur lesquelles des facteurs géologiques particuliers peuvent faciliter le transfert du radon vers les bâtiments.

## Toponymie
Son nom occitan gascon est Saubuça.

## Histoire
Saubusse était un port de commerce très actif sur l'Adour. On voit aujourd'hui encore très distinctement le quai de ce port, rarement utilisé. Les villes et villages qui s'égrènent le long de l'Adour formaient une sorte d'arrière-port de Bayonne, débarquant les denrées (notamment coloniales) passées par Bayonne et embarquant pour Bayonne les denrées de Gascogne (produits de la forêt et des fermes, etc.). Le chemin de fer a tué au XIXe siècle l'intense commerce fluvial de l'Adour. Le destin de la famille Lartigue (négociants à Saubusse, Bayonne, aux îles Canaries, puis installée à Saint-Geours-de-Maremne) illustre bien cette ouverture au monde de Saubusse par le fleuve. Station thermale depuis 1922 avec sa source d’eau thermale à 39 degrés agrée pour la rhumatologie et la phlébologie.

## Politique et administration
| Période                                  | Période         | Identité         | Étiquette | Qualité                      |
| ---------------------------------------- | --------------- | ---------------- | --------- | ---------------------------- |
| 1806                                     | 1810 (au moins) | Jean Lartigue    |           |                              |
| Les données manquantes sont à compléter. |                 |                  |           |                              |
| mars 2001                                | 2008            | René Fialon      |           |                              |
| mars 2008                                | mars 2014       | Arnaud Laborde   |           | Gérant établissement thermal |
| mars 2014                                | juillet 2020    | Didier Sarciat   |           | Artiste peintre              |
| juillet 2020                             | mars 2025       | Éric Lahillade   |           | Agriculteur & formateur      |
| avril 2025                               | En cours        | Éric Larroquette |           |                              |
| Les données manquantes sont à compléter. |                 |                  |           |                              |

## Démographie
| 1793 | 1800 | 1806 | 1821 | 1831 | 1836  | 1841 | 1846  | 1851  |
| ---- | ---- | ---- | ---- | ---- | ----- | ---- | ----- | ----- |
| 619  | 671  | 768  | 802  | 998  | 1 011 | 994  | 1 002 | 1 008 |

| 1856  | 1861  | 1866  | 1872 | 1876 | 1881 | 1886 | 1891  | 1896 |
| ----- | ----- | ----- | ---- | ---- | ---- | ---- | ----- | ---- |
| 1 049 | 1 076 | 1 034 | 965  | 932  | 984  | 988  | 1 016 | 895  |

| 1901 | 1906 | 1911 | 1921 | 1926 | 1931 | 1936 | 1946 | 1954 |
| ---- | ---- | ---- | ---- | ---- | ---- | ---- | ---- | ---- |
| 877  | 873  | 855  | 762  | 766  | 733  | 720  | 613  | 605  |

| 1962 | 1968 | 1975 | 1982 | 1990 | 1999 | 2005 | 2006 | 2010 |
| ---- | ---- | ---- | ---- | ---- | ---- | ---- | ---- | ---- |
| 643  | 634  | 616  | 624  | 618  | 742  | 759  | 767  | 818  |

| 2015  | 2020  | 2022  | - | - | - | - | - | - |
| ----- | ----- | ----- | - | - | - | - | - | - |
| 1 077 | 1 100 | 1 099 | - | - | - | - | - | - |

## Lieux et monuments
- Église Saint-Jean-Baptiste de Saubusse du XIIIe siècle.
- Pont de Saubusse ou pont Eugénie-Desjobert du nom de la personne qui a permis la construction du pont avec un don de 400.000 francs en 1878. Ses initiales ED figurent sur le pont[30].
- Pierre Longue : un tronçon de colonne de marbre gris veiné de rouge, ancienne borne milliaire, dont la tradition voulait qu'elle attire la pluie quand elle était couchée[31], correspondant à une fonction de pierre pluviale. Un chroniqueur de la fin du 19e siècle écrit qu'« on la voit alternativement [couchée ou debout] selon que la pluie ou la sécheresse sont désirables. »[32]
- Thermes de Saubusse.
- Lavoir.
- Barthes de l'Adour.

## Galerie

Pont de l'Adour et vues de l'église
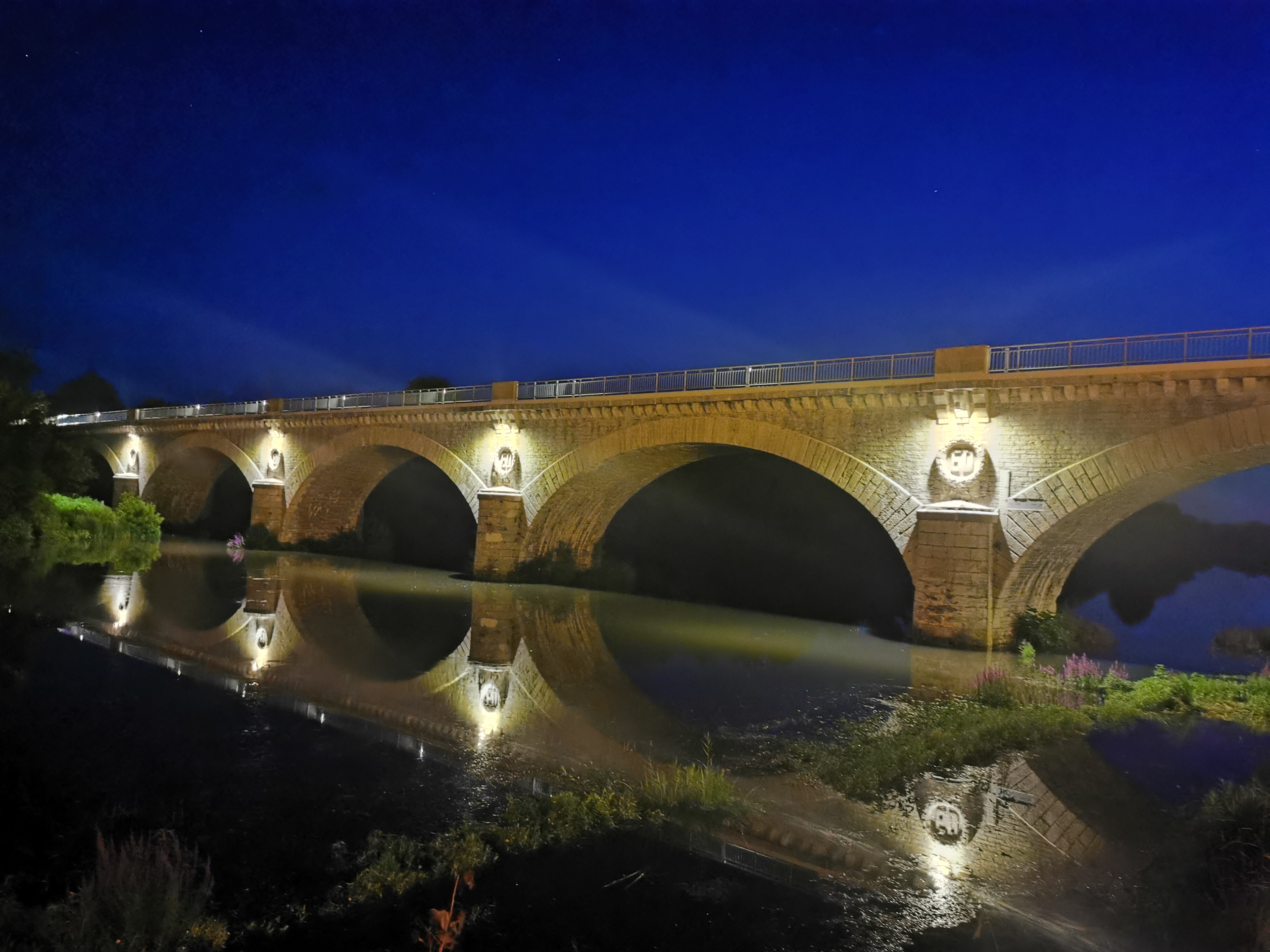
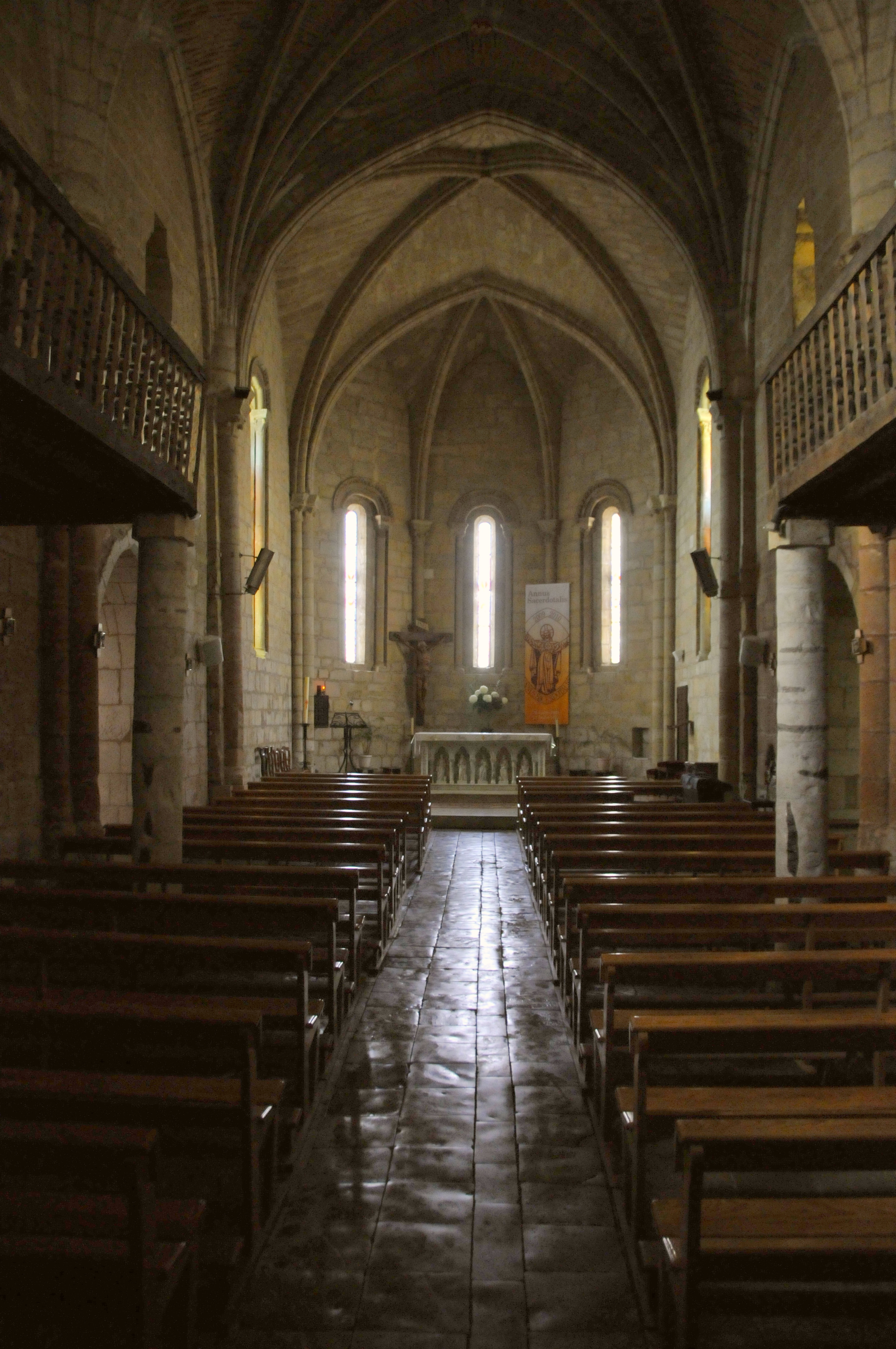
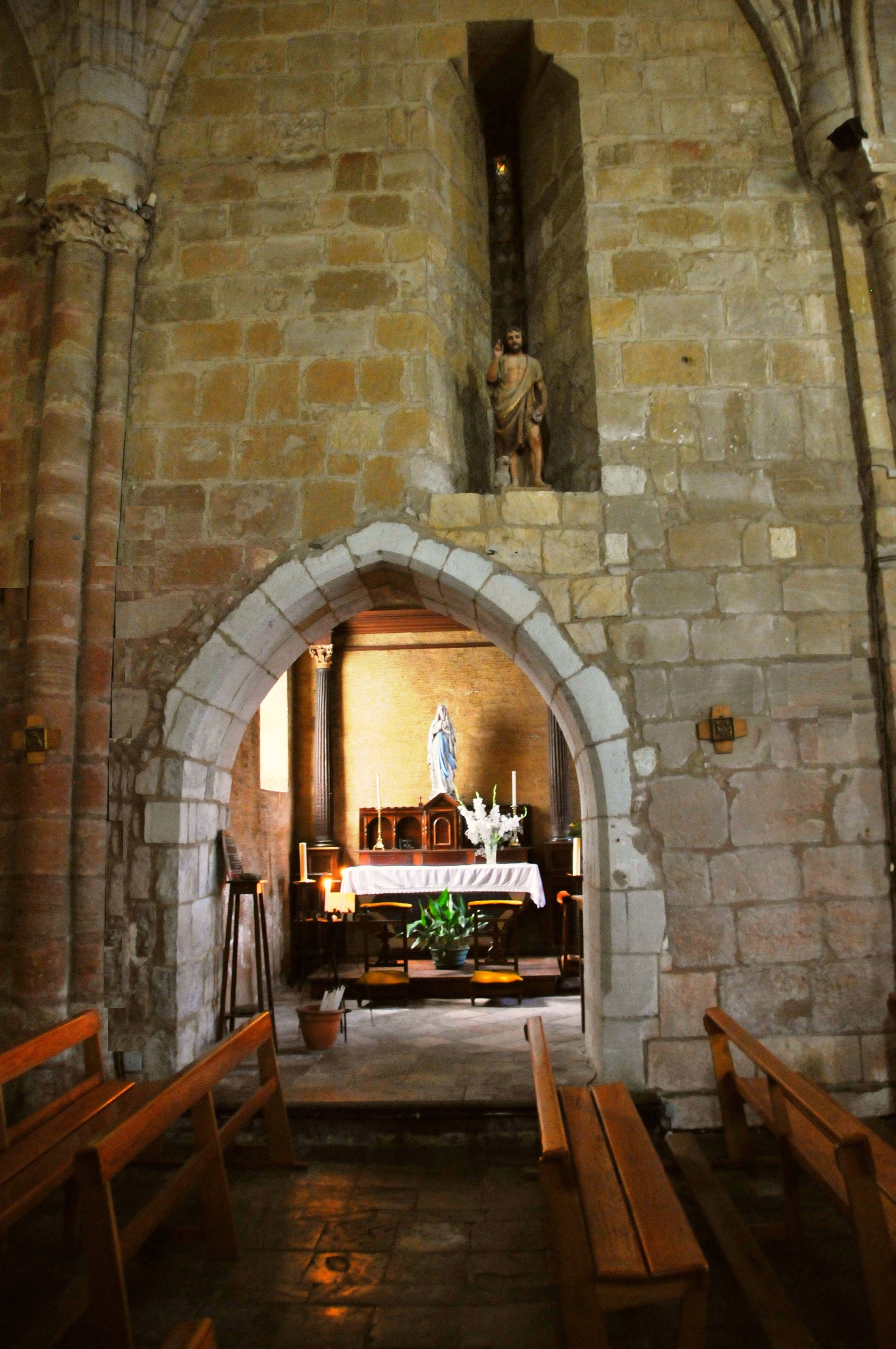
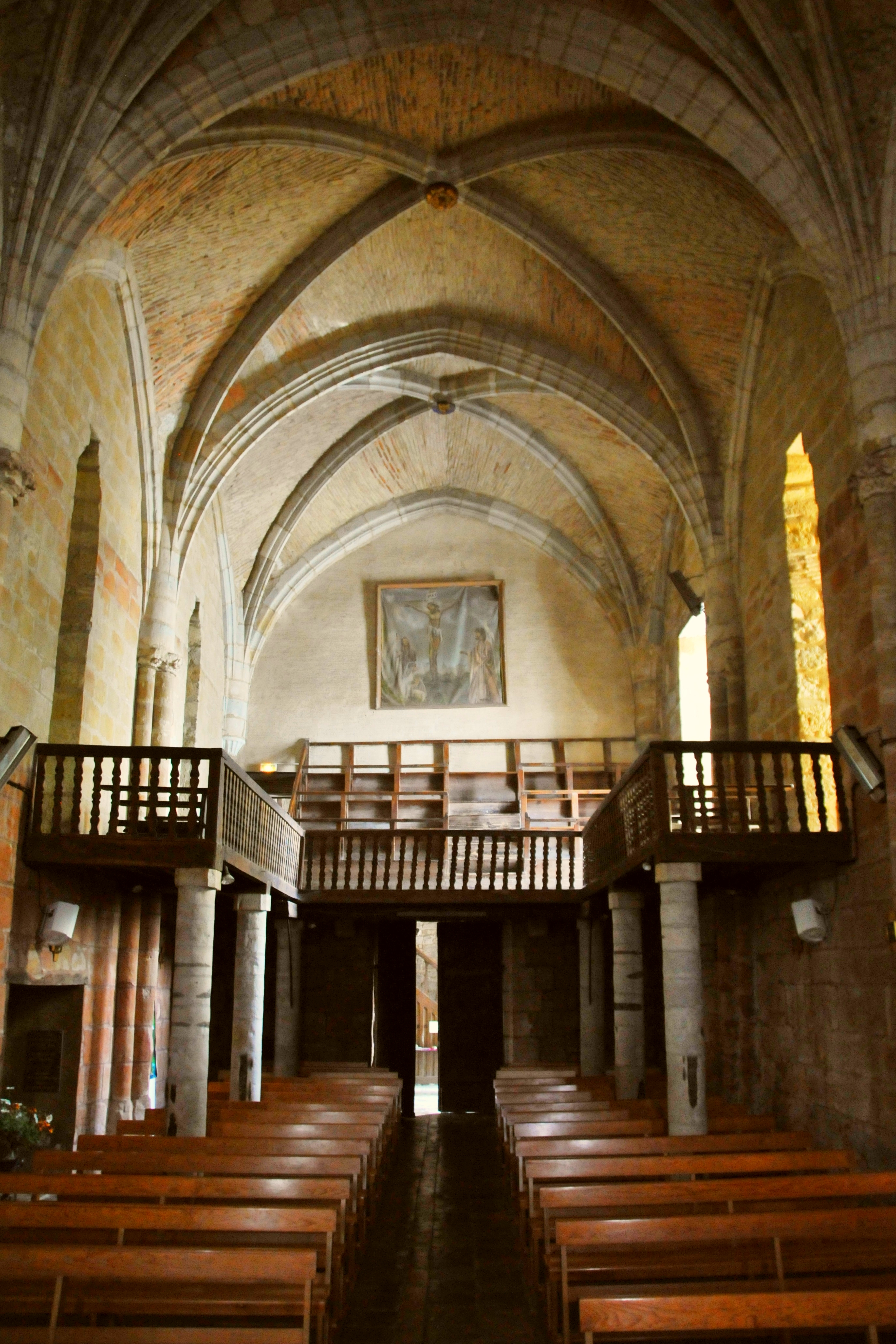
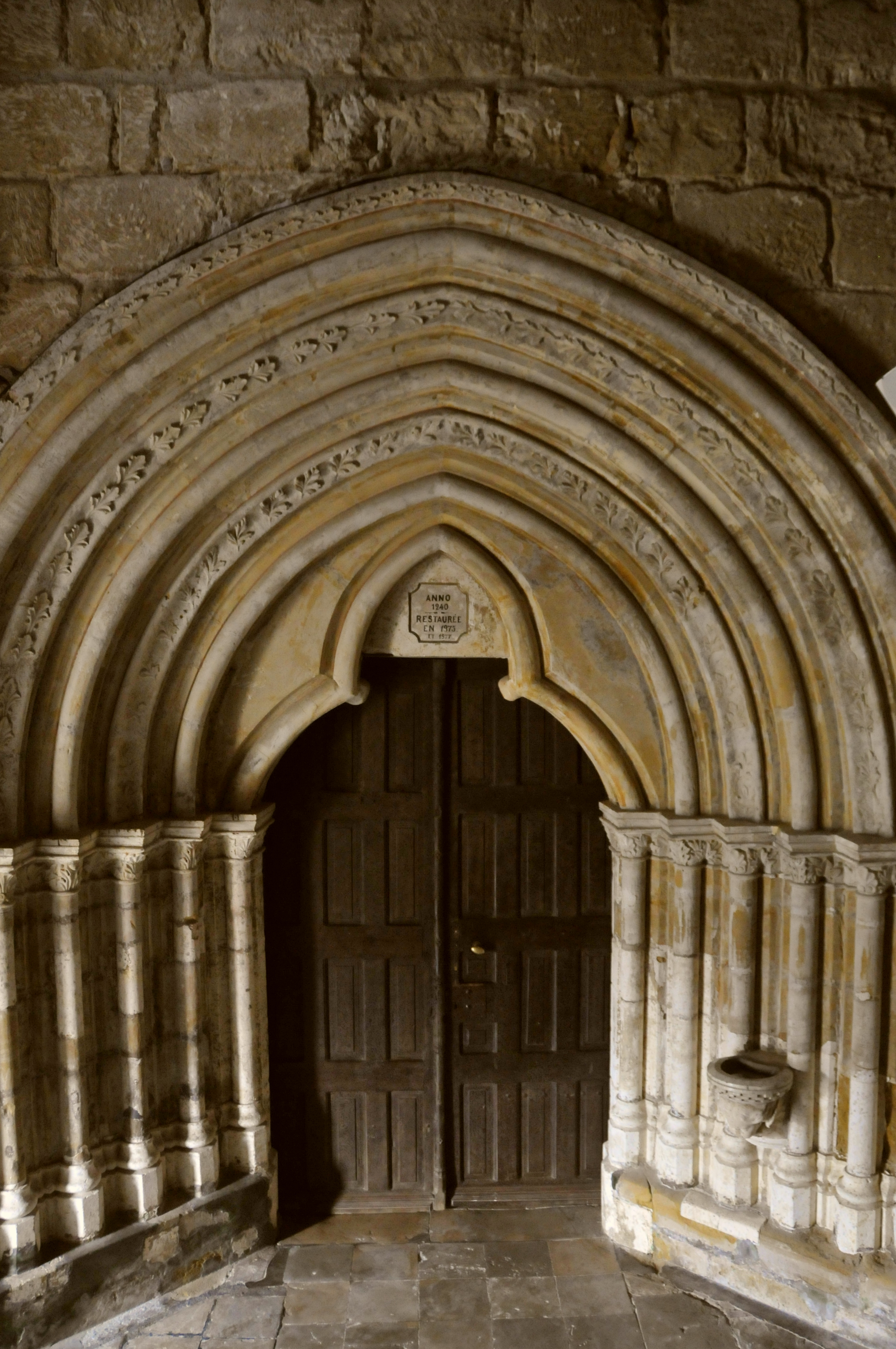
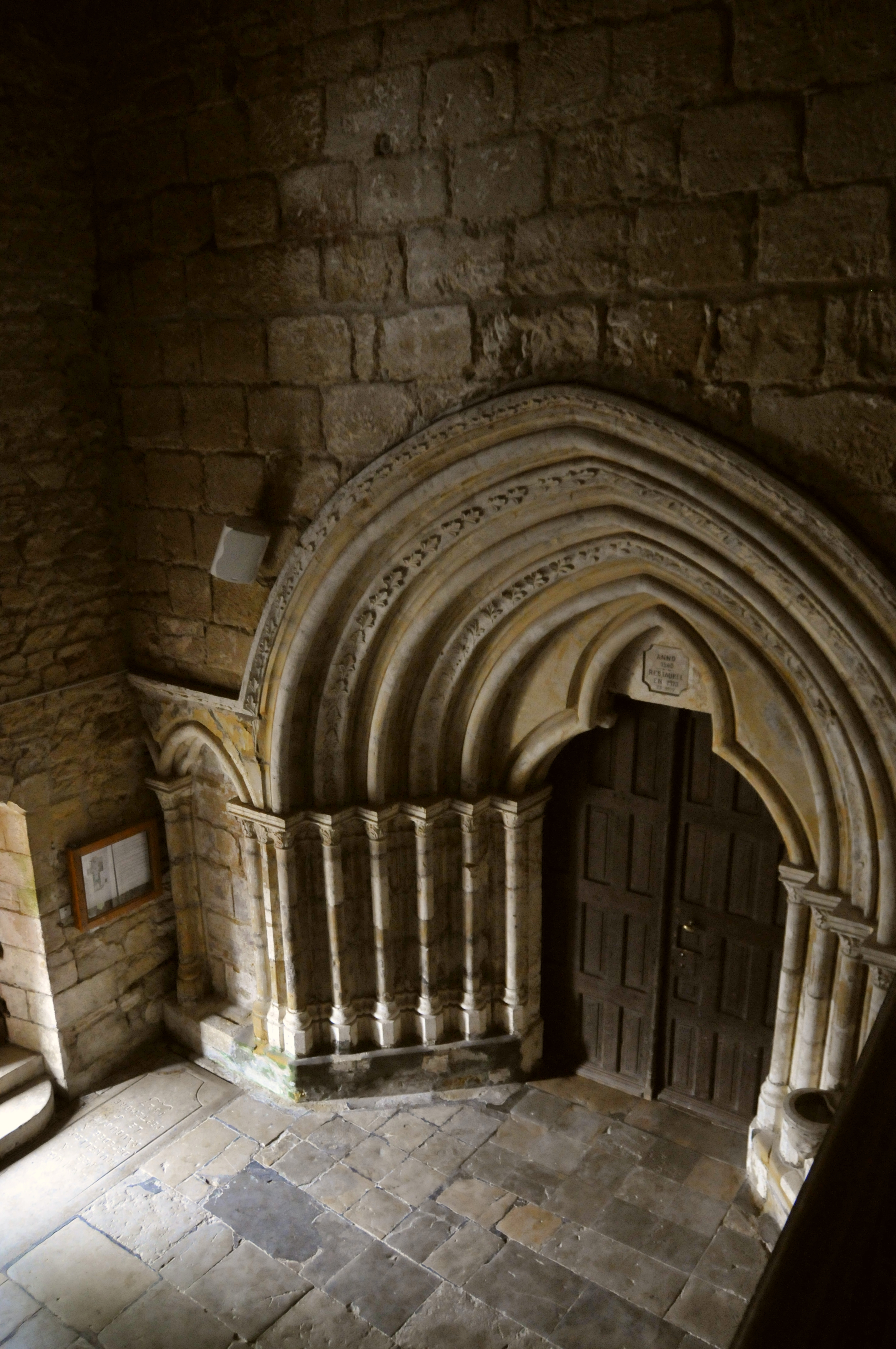
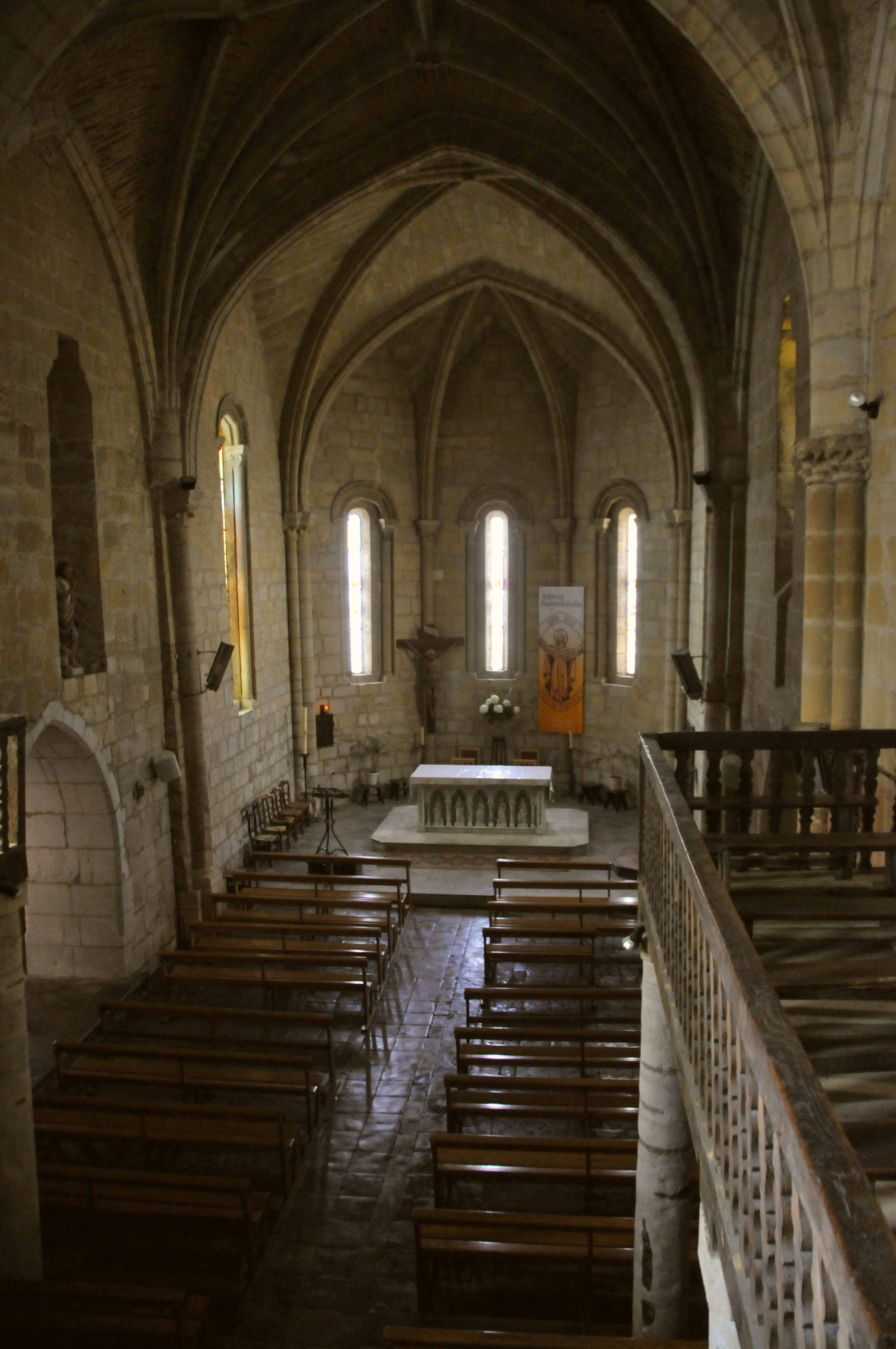

## Personnalités liées à la commune
- Jean-Baptiste du Casse (né le 2 août 1646 à Saubusse et mort le 25 juin 1715 à Bourbon-l'Archambault) était un officier de marine et administrateur colonial français des XVIIe et XVIIIe siècles.
- Eugénie Desjobert (1800-1880), bienfaitrice de la commune de Saubusse. Elle a, notamment, financé la construction du pont de Saubusse. Les initiales E-D sont gravées sur le tablier du pont, en sa mémoire.
- Jorge-Maria Hourton Poisson (1926 à Saubusse - † 2011 à Santiago du Chili) : évêque auxiliaire émérite de Temuco, Chili. Il a notamment œuvré pour la défense des droits de l'homme pendant la dictature de Pinochet.